# Assedio di Tsingtao
L'assedio di Tsingtao fu l'attacco condotto contro il porto di Tsingtao (traslitterato oggi ufficialmente dai cinesi col sistema pinyin come Qingdao, in tedesco il nome della città è Kiautschou), che era sotto controllo germanico, da parte delle forze armate degli imperi britannico e giapponese nelle prime fasi della prima guerra mondiale. La battaglia, che ebbe luogo tra il 31 ottobre ed il 7 novembre del 1914, si concluse con la vittoria alleata. Si trattò della prima operazione anglo-giapponese e del primo scontro tra le forze tedesche e giapponesi durante la prima guerra mondiale.

## Le origini
Alla fine del XIX secolo, l'Impero Tedesco, come gli altri Paesi occidentali, prese parte alla corsa per la colonizzazione. Seguendo l'esempio delle altre potenze, la Germania iniziò ad interferire negli affari cinesi. In particolare, dopo che due missionari tedeschi vennero uccisi, nel 1897, la Cina fu costretta a cedere in affitto, l'anno successivo, la città di Kiaochow nella regione dello Shandong all'impero del Kaiser Guglielmo per 99 anni. I tedeschi allora iniziarono a far valere la loro influenza anche sul resto della provincia, e per questo motivo costruirono il porto di Tsingtao. Il porto divenne la base principale dello squadrone navale dell'Asia Orientale della Kaiserliche Marine, che aveva il compito di operare in supporto ai territori tedeschi nell'Oceano Pacifico.
Il Regno Unito percepì la presenza tedesca come una minaccia ai suoi interessi, e quindi si fece cedere in prestito Weihaiwei, sempre nello Shandong, con lo scopo di utilizzarla come porto e base per le operazioni di carbonamento. Nello stesso periodo, i russi presero possesso di Port Arthur ed i francesi di Kwang-Chou-Wan. Inoltre, gli inglesi iniziarono a stringere legami più stretti con i giapponesi.
Alla fine del diciannovesimo secolo, anche l'Impero Giapponese iniziò a portare avanti una politica colonialista, prendendo possesso di territori sul continente asiatico. I rapporti diplomatici anglo-giapponesi divennero sempre più stretti e il 30 gennaio 1902 venne stipulato un trattato di alleanza. Si trattava di una vera e propria necessità per entrambi i Paesi, e soprattutto per il Giappone, che aspirava ad essere riconosciuto una potenza mondiale. Successivamente, l'impero del Sol Levante dimostrò il suo potenziale in occasione della vittoriosa guerra russo-giapponese.

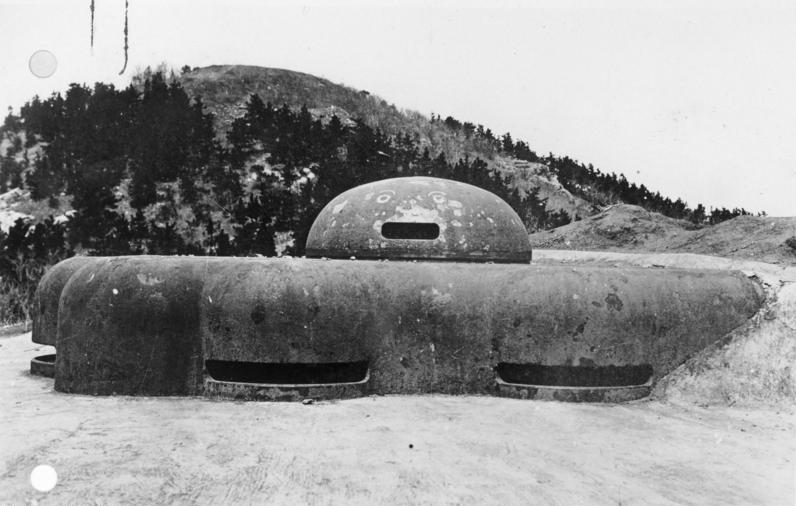
Una delle opere fortificate tedesche poste a difesa della città.

La prima guerra mondiale iniziò nell'agosto 1914 e la Gran Bretagna richiese immediatamente l'intervento giapponese. Il governo nipponico, guidato dal Primo Ministro Ōkuma Shigenobu, temendo la crescita dell'influenza che i vertici delle forze armate stavano avendo a livello politico, decise di rispondere positivamente alle richieste inglesi. Egli era, infatti, convinto che mantenere una stretta l'alleanza con l'Impero Britannico avrebbe favorito il mantenimento del controllo sulle forze armate, le quali avevano forti tendenze espansionistiche.
Già il 15 agosto, quindi, il Giappone inviò alla Germania un ultimatum in cui si richiedeva il ritiro delle navi da guerra tedesche dalle acque cinesi e giapponesi nonché il trasferimento della base navale di Tsingtao al Giappone. Il giorno seguente il generale Mitsuomi Kamio, comandante della 18ª Divisione fanteria, iniziò i preparativi per l'invasione della base navale. I tedeschi respinsero l'ultimatum e di conseguenza il 23 agosto l'impero nipponico dichiarò guerra alla Germania.
All'inizio delle ostilità, lo squadrone asiatico del vice ammiraglio Maximilian von Spee era disperso tra le varie colonie del Pacifico centrale, con le singole unità impegnate in missioni di routine. Le navi si riunirono nelle Marianne settentrionali per rifornirsi di carbone e, con l'eccezione dell'incrociatore SMS Emden che si diresse nell'Oceano Indiano, tutte le unità fecero rotta verso il Sud America. Lo squadrone venne successivamente distrutto dalla Royal Navy nella battaglia delle Falkland.

## I preparativi

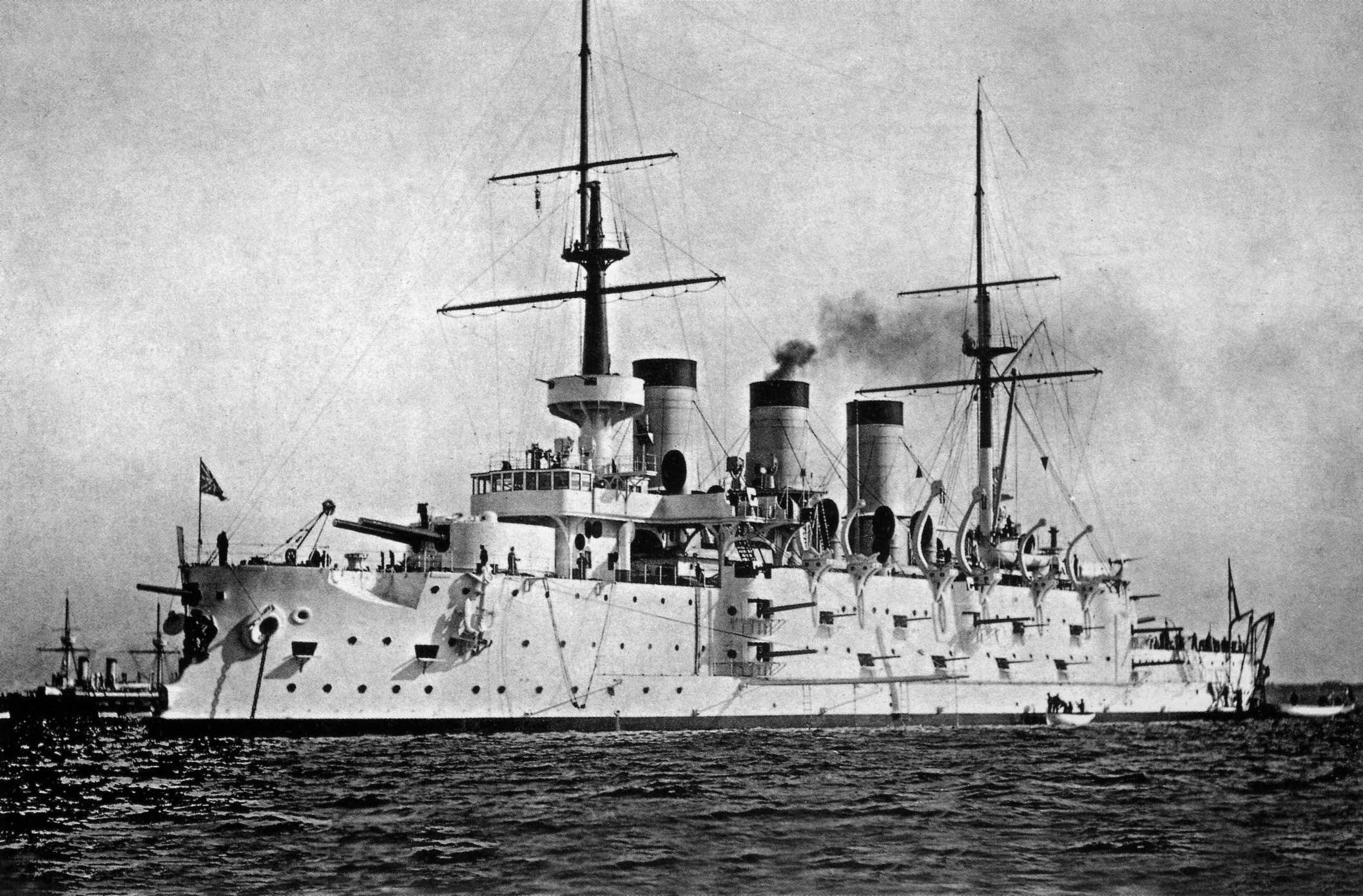
La nave da battaglia Suō, ammiraglia della forza di spedizione giapponese a Tsingtao

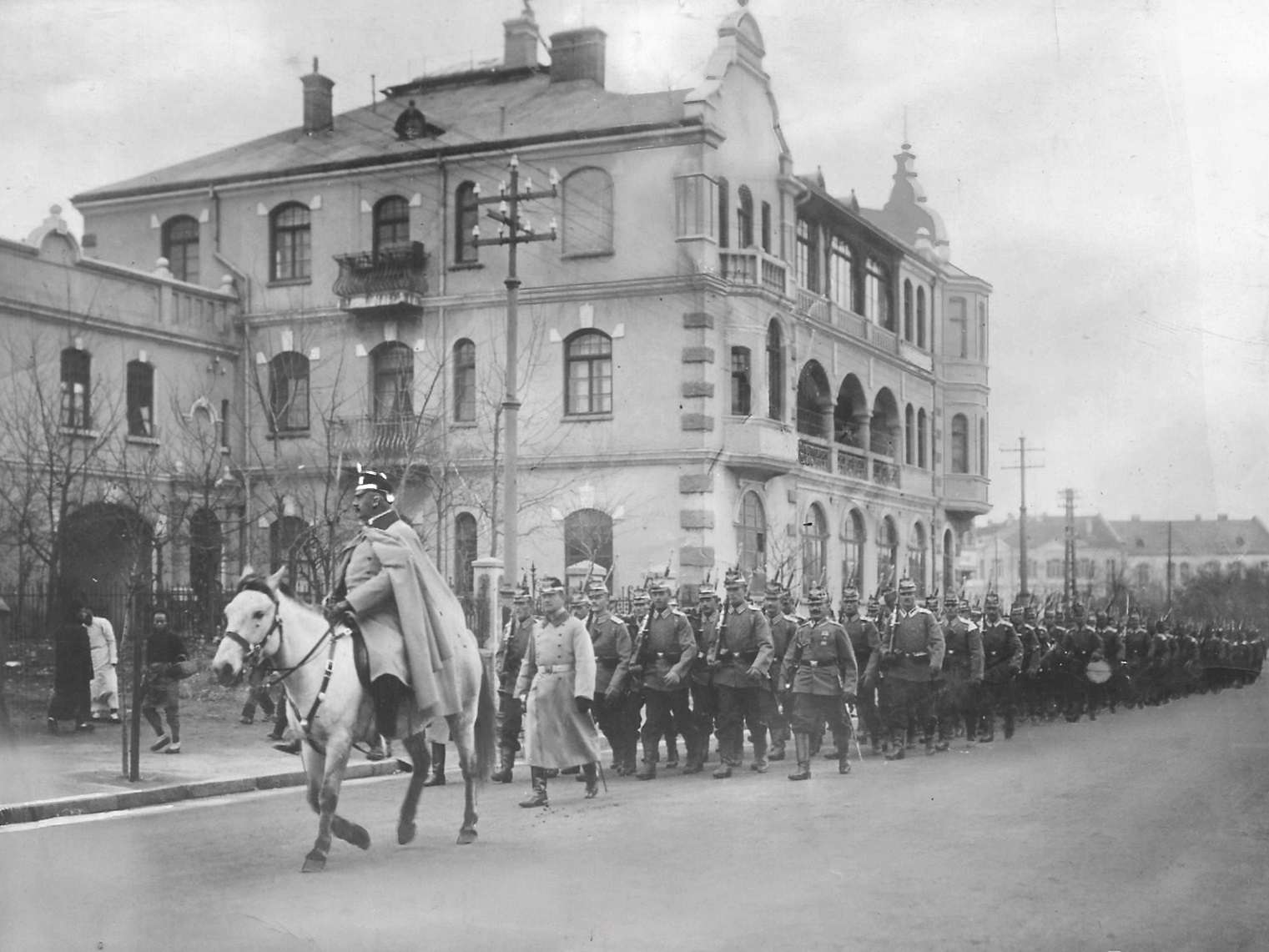
Truppe tedesche in marcia verso le difese esterne

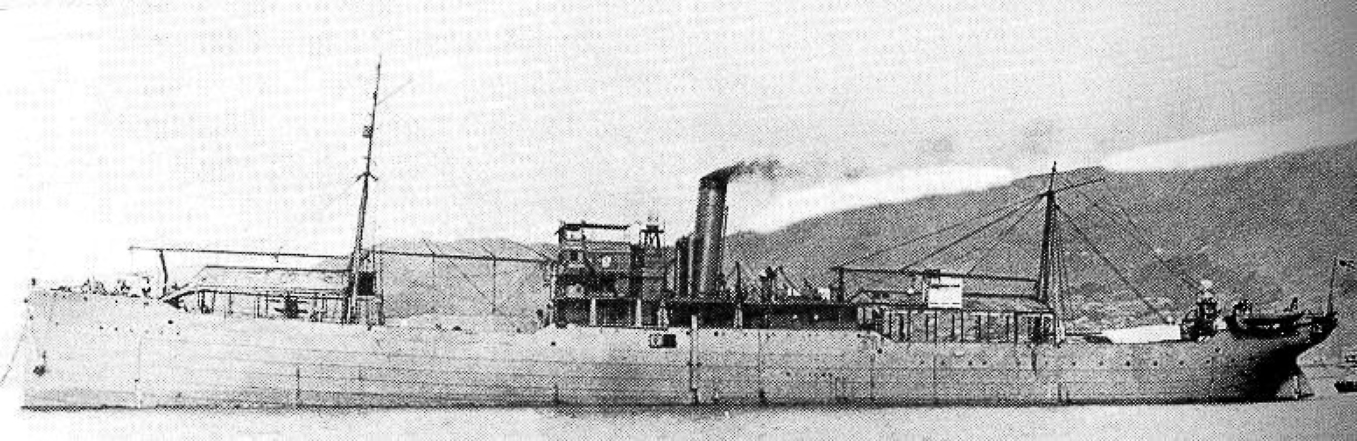
La nave giapponese Wakamiya

La marina imperiale giapponese inviò inizialmente alcune unità comandate dal viceammiraglio Sadakichi Kato, che issò la sua bandiera sulla pre-dreadnought Suō (ex Pobeda, catturata dai giapponesi ai russi nel 1905), con il compito di bloccare la costa di Kiaochow, a partire dal 27 agosto. Inoltre, durante le operazioni, la Royal Navy distaccò due unità della China Station, un'unità navale che aveva il compito di controllare le coste della Cina. Le due navi (la pre-dreadnought HMS Triumph e il cacciatorpediniere HMS Usk) vennero inquadrate nel secondo squadrone. La Triumph fu danneggiata dalle artiglierie costiere. In generale, la squadra navale, accanto a navi piuttosto obsolete, poteva schierare anche unità moderne, come le dreadnoughts Kawachi e Settsu, l'incrociatore da battaglia Kongō e la nave appoggio idrovolanti Wakamiya, i cui aerei furono i primi al mondo a condurre con successo attacchi di questo tipo a bersagli terrestri e navali.

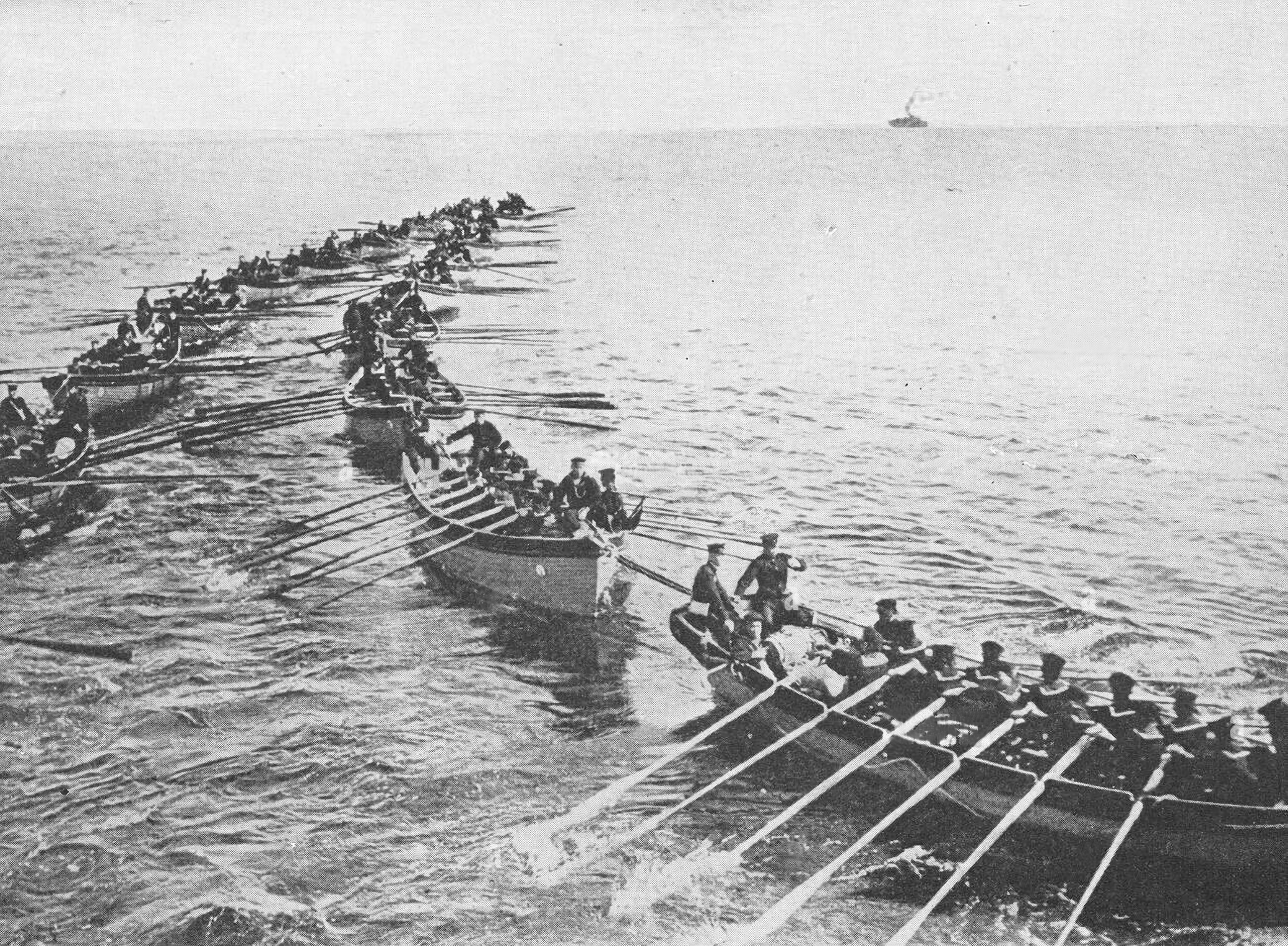
Truppe giapponesi sbarcano nei pressi di Tsingtao.

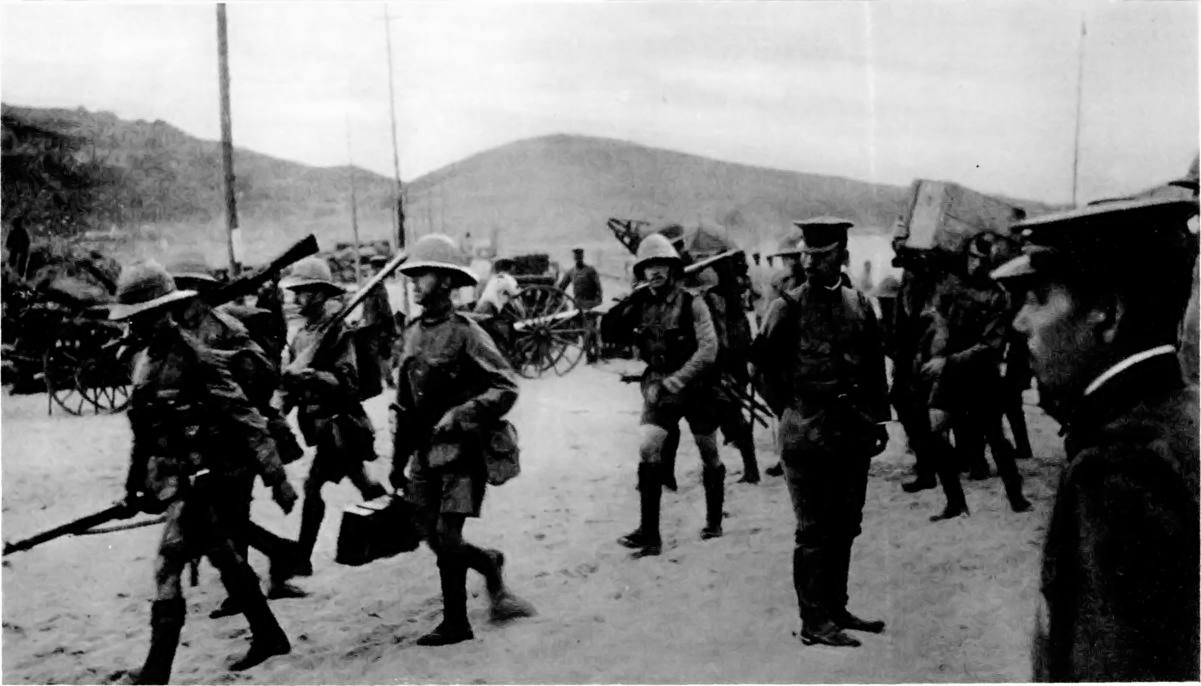
Truppe inglesi arrivano a Tsingtao nel 1914.

La 18ª Divisione fanteria fu la prima grande unità giapponese ad iniziare le operazioni terrestri. Questa unità era forte di ben 23 000 soldati e 142 pezzi di artiglieria. Sbarcarono il 2 settembre a Lungkow, ed il 18 alla baia di Laoshan, che era a 18 miglia dalla città.
Il governo inglese (così come quelli delle altre potenze europee) era consapevole delle mire espansionistiche giapponesi, e quindi decise di inviare un contingente simbolico di 1 500 uomini.
I tedeschi risposero concentrando nella città tutte le forze locali disponibili. Complessivamente, la guarnigione arrivò a contare 3 625 uomini, al comando del capitano navale e Governatore Alfred Meyer-Waldeck: fanti di marina del III. Seebataillon, soldati e marinai (incluse truppe coloniali cinesi e marinai austro-ungarici). La componente navale era costituita dalla torpediniera S-90, dalle quattro cannoniere Iltis, Jaguar, Tiger e Luchs e dall'incrociatore protetto austroungarico Kaiserin Elisabeth. Inizialmente, l'equipaggio di quest'ultima fu diviso in due: metà a combattere a terra con le forze tedesche, e gli altri a bordo della nave.

## L'assedio

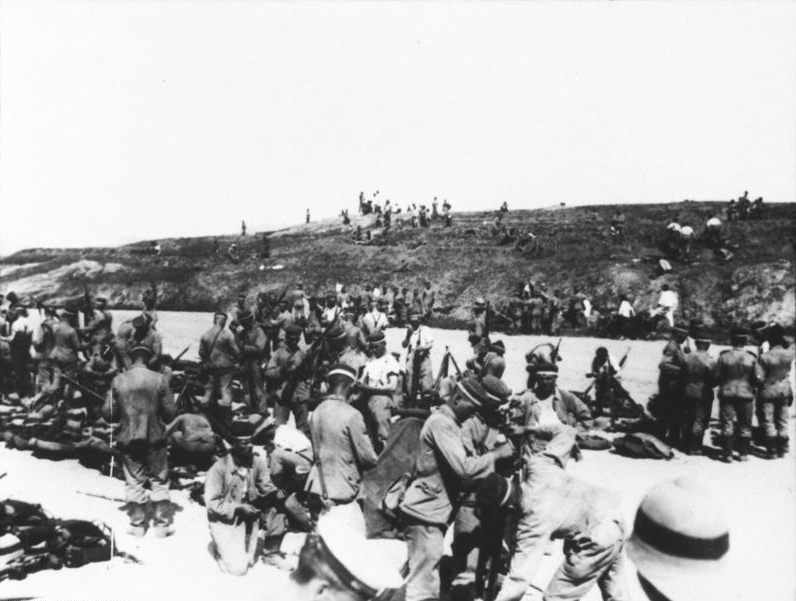
La prima linea di difesa tedesca a Tsingtao

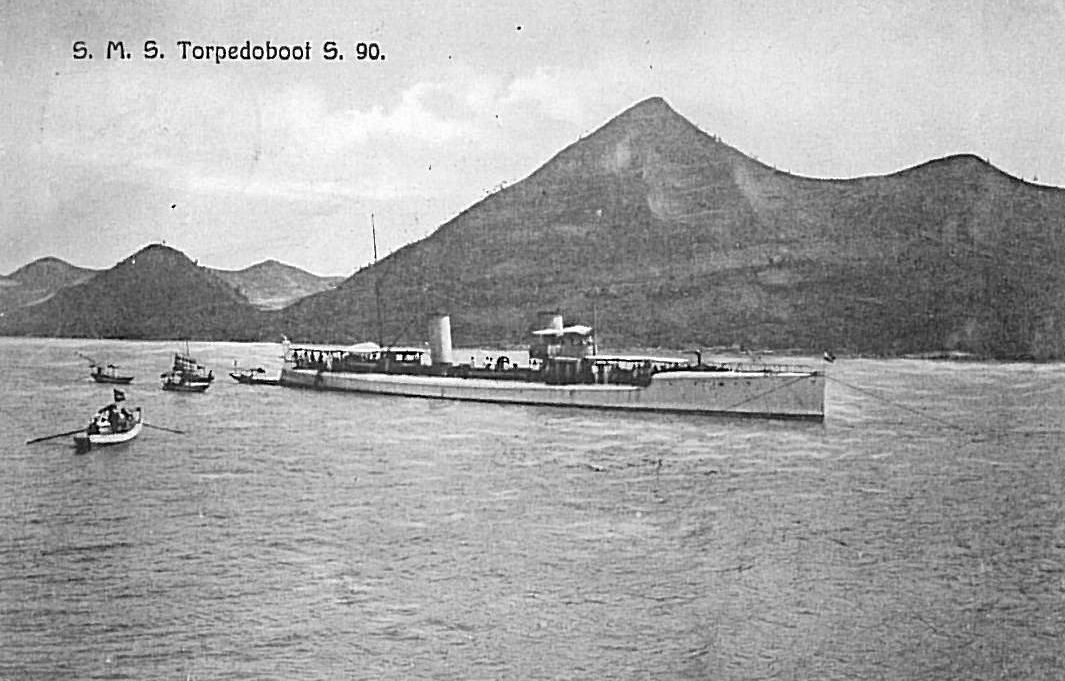
La torpediniera S-90

Quando i giapponesi raggiunsero le loro posizioni, il comandante delle truppe tedesche ordinò l'abbandono delle due linee più esterne di difesa, e concentrò le sue truppe nella linea più interna.
Il 17 agosto 1914, la torpediniera S-90 salpò da Tsingtao e, con un singolo siluro, riuscì ad affondare l'incrociatore giapponese Takachiho, dal dislocamento di 3 000 tonnellate. Nell'affondamento perirono 271 uomini di equipaggio. Tuttavia, l'S-90 non fu in grado di superare il blocco navale, e venne autoaffondato dall'equipaggio in acque cinesi, a causa dell'esaurimento del carburante.
I giapponesi cominciarono a cannoneggiare il forte e la città il 31 ottobre, ed iniziarono a scavare due linee parallele di trincee, come avevano fatto in occasione dell'assedio di Port Arthur nove anni prima. Inoltre, artiglierie di grosso calibro bombardarono anche di notte le linee tedesche con shrapnel, permettendo quindi agli assedianti di proseguire lo scavo delle trincee. Il bombardamento giapponese continuò per sette giorni, e venne effettuato da 100 cannoni da assedio con una dotazione di 1 200 proiettili l'uno. Per un po' di tempo, tuttavia, i tedeschi riuscirono ad utilizzare i cannoni pesanti delle fortificazioni costiere per colpire bersagli terrestri. Però, dopo poco tempo terminarono le munizioni.
I tedeschi, inoltre, riuscirono a tenere in volo un Etrich Taube durante l'assedio, pilotato dal tenente Gunther Plüschow (un secondo aereo, portato in volo dal parigrado Müllerskowsky, si schiantò): il velivolo fu utilizzato soprattutto per voli di ricognizione, ma il pilota effettuò anche alcuni attacchi contro le navi che effettuavano il blocco. Rivendicò anche l'abbattimento di un Farman MF.7 nipponico. Plüschow, con il suo aereo, riuscì ad abbandonare Tsingtao il 6 novembre, trasportando le ultime lettere del governatore che vennero fatte recapitare a Berlino grazie a canali diplomatici cinesi.

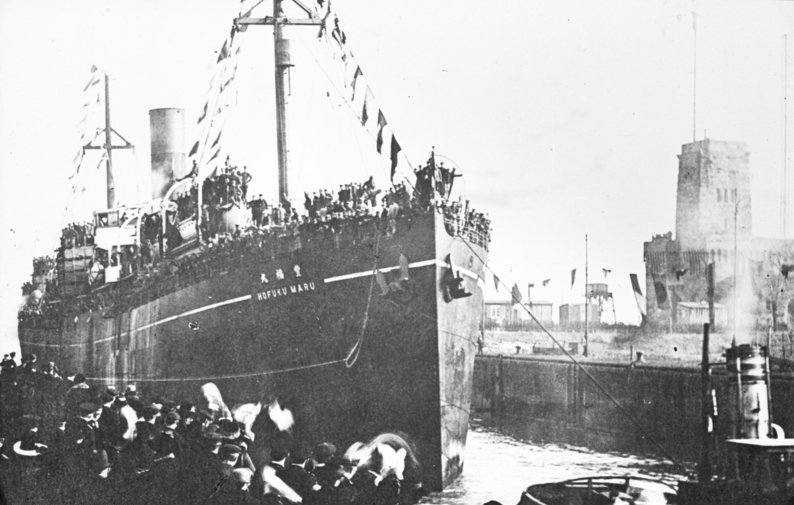
Il rientro dei prigionieri tedeschi in Germania, nel 1920

La notte del 6 novembre, le fanterie giapponesi attaccarono la linea di resistenza tedesca, sopraffacendo i difensori. La mattina, le forze austro-tedesche chiesero la resa.
Gli alleati presero formale possesso della colonia il 16 novembre.
I giapponesi ebbero 236 morti e 1 282 feriti, gli inglesi rispettivamente 12 e 53. Le perdite austro-tedesche ammontarono a 199 caduti e 504 feriti.
I tedeschi riuscirono a resistere per quasi due mesi al blocco totale che era stato posto in essere dai giapponesi, sotto il fuoco dell'artiglieria e con un'inferiorità numerica di sei ad uno. I caduti del Reich furono sepolti a Tsingtao, mentre gli uomini catturati vennero trasportati in campi di prigionia in Giappone, dove ricevettero un trattamento buono e rispettoso. Tornarono in patria nel 1920.
Per quanto riguarda le navi, la Kaiserin Elisabeth venne autoaffondata dopo aver terminato le munizioni dei suoi sei cannoni da 150 mm. Stessa fine fecero anche le quattro cannoniere.